# グレートレイクス・ルーンズ
グレートレイクス・ルーンズ(Great Lakes Loons)は、MiLB、A級ミッドウェストリーグ東地区所属の野球チーム。本拠地はミシガン州ミッドランド郡にあるダウ・ダイヤモンド。MLBのロサンゼルス・ドジャース傘下のチームとして活動している。

## 歴史
1982年、「スプリングフィールド・カージナルス」としてイリノイ州のスプリングフィールドに創設。ミッドウェストリーグ中地区に所属。セントルイス・カージナルスと提携。
1983年、南地区に編入。
1994年、ウィスコンシン州のマディソンへ移転。「マディソン・ハッターズ」に改名。
1995年、ミシガン州のバトルクリークへ移転し、東地区へ編入。「ミシガン・バトルキャッツ」へ改名。ボストン・レッドソックスと提携。
1999年、「ヒューストン・アストロズ」と提携。
2003年、ニューヨーク・ヤンキースと提携し、「バトルクリーク・ヤンキース」へ改名。
2005年、タンパベイ・デビルレイズと提携し、「サウスウエストミシガン・デビルレイズ」に改名。
2006年6月2日にミシガン・ベースボール・ファンデーションが球団を買収。
2007年、ミシガン州ミッドランド郡へ移転。ロサンゼルス・ドジャースと提携し、「グレートレイクス・ルーンズ」へ改名。

## 主な過去所属選手
- クレイトン・カーショウ
- ジョシュ・リンドブロム